# 宮澤浩一
宮澤 浩一（みやざわ こういち、1930年5月23日 - 2010年7月23日）は、日本の法学者。専門は刑法・刑事政策・ドイツ刑法。被害者学の大家。東京出身。「宮沢浩一」とも表記される。

## 生涯
1948年3月旧制鎌倉中学校（現鎌倉学園）卒業。1953年3月慶應義塾大学法学部法律学科卒業。1955年3月同大学院法学研究科修士課程修了（指導教授：宮崎澄夫）。1955年4月同法学部助手。1960年10月同法学部助教授。1966年4月慶應義塾大学法学博士
、論題は「被害者学の基礎理論」。1966年4月同法学部教授に就任。1977年に西独・テュービンゲン大学、1988年ザールブリュッケン大学から、それぞれ名誉博士号を授与される。1996年3月慶應義塾大学名誉教授。1997年4月中央大学総合政策学部教授。2001年3月中央大学定年退職。
学外としては、1964年に、西独・ザール大学客員教授。1975年に、西独・ミュンスター大学客員教授。1980年に、西独・ケルン大学客員教授。1986年に、西独・ゲッティンゲン大学客員教授。1988年に、西独・ザールブリュッケン大学客員教授。2001年より、中国・武漢大学客員教授を務める。
公職としては、1975年から1984年まで司法試験第二次試験考査委員（刑事政策担当）。1988年から1991年まで世界被害者学学会会長。1990年から2001年まで日本被害者学学会理事長など務めた。

## 受賞歴
- 1989年2月 ドイツ連邦共和国一等功労十字章[2]
- 1995年10月 ベッカリーア・メダル金賞[2]
- 2000年3月 瀬戸山賞[2]

## 親族
- 妹はピアニストの宮沢明子
- 妻は英文学者の宮澤邦子

## 主著
- 『犯罪学二五講』　慶応通信、1966年初版/1973年増補
- 『被害者学』　紀伊國屋書店、1967年
- 『日本の被害者学』　編著、成文堂、1970年-1979年
- 『演習刑事政策』　共編著、青林書院新社、1972年
- 『犯罪被害者補償制度』　共編著、成文堂、1976年
- 『講義刑事政策』　共編著、青林書院新社、1984年
- 『犯罪被害者の研究』　共編著、成文堂、1996年

## 参考
- 宮澤浩一古希祝賀論文集編集委員会編『第1巻　被害者学の基礎理論』（成文堂、2000年5月）429頁以下

## 門下生
- 太田達也
- 井田良
- 小名木明宏